# Gran Premio di Svizzera 1951
Il Gran Premio di Svizzera 1951 è stata la prima prova della stagione 1951 del campionato mondiale di Formula 1. La gara si è tenuta domenica 27 maggio sul circuito di Bremgarten a Berna ed è stata vinta dall'argentino Juan Manuel Fangio su Alfa Romeo, al quarto successo in carriera; Fangio ha preceduto all'arrivo l'italiano Piero Taruffi su Ferrari e uno dei suoi compagni di squadra, l'altro italiano Nino Farina.
Per Juan Manuel Fangio è il terzo hat trick (pole position, giro veloce e vittoria del Gran Premio) in carriera in Formula 1.

## Vigilia

### Aspetti sportivi
Il Gran Premio rappresenta la gara inaugurale della stagione, il primo evento di 8 stabiliti nel calendario del campionato. Il Gran Premio di Svizzera, pur essendo disputato circa nello stesso periodo dell'edizione del 1950, la quale costituiva la quarta prova del campionato, diviene la gara di apertura. La corsa a Bremgarten avviene in sovrapposizione con la 500 Miglia di Indianapolis — anch'essa inclusa nel campionato mondiale di Formula 1 — le cui prove sono iniziate il 12 maggio e la cui gara si terrà il 30. Il Gran Premio di Svizzera si tratta inoltre dell'ottava prova stagionale se si considerano anche quelle extra calendario svolte tra l'11 marzo e il 20 maggio, ovvero il Gran Premio di Siracusa, il Richmond Trophy, il Gran Premio di Pau, il Gran Premio di San Remo, il Gran Premio di Bordeaux, l'International Trophy e il Gran Premio di Parigi.
Tra le squadre ufficiali, alla gara hanno partecipato la HW Motor, con due HWM 51 guidate dai britannici George Abecassis e Stirling Moss, l'Alfa Romeo, con quattro 159 guidate da Nino Farina, Juan Manuel Fangio, Toulo de Graffenried e Consalvo Sanesi, e la Scuderia Ferrari, con gli italiani Luigi Villoresi, Alberto Ascari e Piero Taruffi al volante di una 375 e con il britannico Peter Whitehead alla guida di una 125.
Tra le scuderie private ci sono la Écurie Belge, con Johnny Claes su Talbot-Lago T26C-DA, la Écurie Espadon, con Rudi Fischer alla guida di una Ferrari 212 e Peter Hirt su una Veritas Meteor, la Écurie Rosier, con i francesi Henri Louveau e Louis Rosier e l'argentino José Froilán González — i quali guidano rispettivamente una Talbot-Lago T26C, una T26C-DA e una T26C-GS — e la Scuderia Enrico Platé, con Louis Chiron ed Harry Schell al volante della Maserati 4CLT-48.
Erano presenti anche i piloti privati Philippe Étancelin, su una T26C-DA, e Yves Giraud-Cabantous e Guy Mairesse, su una T26C.
Al Gran Premio erano iscritti anche i piloti Francis Rochat, Robert Manzon e André Simon su Simca-Gordini, tuttavia non arrivarono alla gara. 

## Qualifiche

### Risultati
Nella sessione di qualifica si è avuta questa situazione:
| Pos | Nº | Pilota                | Costruttore        | Tempo  | Griglia |
| --- | -- | --------------------- | ------------------ | ------ | ------- |
| 1   | 24 | Juan Manuel Fangio    | Alfa Romeo         | 2'35"9 | 1       |
| 2   | 22 | Nino Farina           | Alfa Romeo         | 2'37"8 | 2       |
| 3   | 18 | Luigi Villoresi       | Ferrari            | 2'39"3 | 3       |
| 4   | 28 | Consalvo Sanesi       | Alfa Romeo         | 2'40"3 | 4       |
| 5   | 26 | Toulo de Graffenried  | Alfa Romeo         | 2'41"8 | 5       |
| 6   | 44 | Piero Taruffi         | Ferrari            | 2'45"2 | 6       |
| 7   | 20 | Alberto Ascari        | Ferrari            | 2'46"0 | 7       |
| 8   | 8  | Louis Rosier          | Talbot-Lago-Talbot | 2'52"7 | 8       |
| 9   | 16 | Peter Whitehead       | Ferrari            | 2'52"9 | 9       |
| 10  | 38 | Rudi Fischer          | Ferrari            | 2'54"1 | 10      |
| 11  | 10 | Henri Louveau         | Talbot-Lago-Talbot | 2'56"2 | 11      |
| 12  | 4  | Philippe Étancelin    | Talbot-Lago-Talbot | 2'57"3 | 12      |
| 13  | 42 | José Froilán González | Talbot-Lago-Talbot | 2'57"3 | 13      |
| 14  | 14 | Stirling Moss         | HWM-Alta           | 2'58"4 | 14      |
| 15  | 6  | Yves Giraud-Cabantous | Talbot-Lago-Talbot | 3'00"3 | 15      |
| 16  | 52 | Peter Hirt            | Veritas            | 3'01"6 | 16      |
| 17  | 32 | Harry Schell          | Maserati           | 3'02"4 | 17      |
| 18  | 2  | Johnny Claes          | Talbot-Lago-Talbot | 3'02"5 | 18      |
| 19  | 30 | Louis Chiron          | Maserati           | 3'03"1 | 19      |
| 20  | 12 | George Abecassis      | HWM-Alta           | 3'03"8 | 20      |
| 21  | 40 | Guy Mairesse          | Talbot-Lago-Talbot | 3'12"0 | 21      |

## Gara

### Resoconto
In qualifica le Alfa a Bremgarten sono più veloci nonostante Luigi Villoresi qualifichi la sua Ferrari in prima fila dietro a Juan Manuel Fangio e Nino Farina. Dietro di loro nella griglia 3-2-3 c'erano Consalvo Sanesi e Toulo de Graffenried, entrambi su Alfa Romeo. Piove in gara e Fangio va in testa, seguito da Farina.
Piero Taruffi, pilota della Ferrari, sorpassa alcuni avversari fino a giungere terzo e lottare per la testa. Fangio entra ai box ma Farina ha deciso di non fermarsi e continuare ma Fangio è più veloce, ritornando primo e vincendo con più di un minuto su Taruffi, che riuscì come l'argentino a superare Farina. Sanesi e de Graffenried finiscono quarto e quinto con Alberto Ascari, che era convalescente dalle ustioni subite in una gara di Formula 2 a Genova il weekend precedente, sesto. Il 7º posto doveva andare a Stirling Moss al volante della HWM di Formula 2 ma finì la benzina all'ultimo giro facendosi sorpassare dal monegasco Louis Chiron su Maserati.

### Risultati
I risultati del Gran Premio sono i seguenti:
| Pos | Nº | Pilota                | Costruttore        | Giri | Tempo/Ritiro        | Griglia | Punti |
| --- | -- | --------------------- | ------------------ | ---- | ------------------- | ------- | ----- |
| 1   | 24 | Juan Manuel Fangio    | Alfa Romeo         | 42   | 2h07'53"64          | 1       | 9     |
| 2   | 44 | Piero Taruffi         | Ferrari            | 42   | +55"24              | 6       | 6     |
| 3   | 22 | Nino Farina           | Alfa Romeo         | 42   | +1'19"31            | 2       | 4     |
| 4   | 28 | Consalvo Sanesi       | Alfa Romeo         | 41   | +1 giro             | 4       | 3     |
| 5   | 26 | Toulo de Graffenried  | Alfa Romeo         | 40   | +2 giri             | 5       | 2     |
| 6   | 20 | Alberto Ascari        | Ferrari            | 40   | +2 giri             | 7       |       |
| 7   | 30 | Louis Chiron          | Maserati           | 40   | +2 giri             | 19      |       |
| 8   | 14 | Stirling Moss         | HWM-Alta           | 40   | +2 giri             | 14      |       |
| 9   | 8  | Louis Rosier          | Talbot-Lago-Talbot | 39   | +3 giri             | 8       |       |
| 10  | 4  | Philippe Étancelin    | Talbot-Lago-Talbot | 39   | +3 giri             | 12      |       |
| 11  | 38 | Rudi Fischer          | Ferrari            | 39   | +3 giri             | 10      |       |
| 12  | 32 | Harry Schell          | Maserati           | 38   | +4 giri             | 17      |       |
| Rit | 16 | Peter Whitehead       | Ferrari            | 36   | Incidente           | 9       |       |
| 13  | 2  | Johnny Claes          | Talbot-Lago-Talbot | 35   | +7 giri             | 18      |       |
| 14  | 40 | Guy Mairesse          | Talbot-Lago-Talbot | 31   | +11 giri            | 21      |       |
| Rit | 10 | Henri Louveau         | Talbot-Lago-Talbot | 30   | Incidente           | 11      |       |
| Rit | 12 | George Abecassis      | HWM-Alta           | 23   | Alternatore         | 20      |       |
| Rit | 6  | Yves Giraud-Cabantous | Talbot-Lago-Talbot | 14   | Accensione          | 15      |       |
| Rit | 18 | Luigi Villoresi       | Ferrari            | 12   | Incidente           | 3       |       |
| Rit | 42 | José Froilán González | Talbot-Lago-Talbot | 10   | Pompa dell'olio     | 13      |       |
| Rit | 52 | Peter Hirt            | Veritas            | 0    | Pompa della benzina | 16      |       |

Juan Manuel Fangio riceve un punto addizionale per aver segnato il giro più veloce della gara.

## Classifica mondiale
| Pos | Pilota               | Punti |
| --- | -------------------- | ----- |
| 1   | Juan Manuel Fangio   | 9     |
| 2   | Piero Taruffi        | 6     |
| 3   | Nino Farina          | 4     |
| 4   | Consalvo Sanesi      | 3     |
| 5   | Toulo de Graffenried | 2     |